# Ghigo V d'Albon
Ghigo V d'Albon, in lingua francese Guigues V d'Albon (1125 circa – Vizille, 29 luglio 1162), fu Delfino del Viennois e conte di Albon, dal 1142 alla sua morte.

## Origine
Ghigo, secondo il documento n° 3776 del Regeste dauphinois, ou Répertoire chronologique et analytique des documents, tome I, fascicolo II, era l'unico figlio maschio del Delfino del Viennois e conte di Albon, Ghigo IV e della moglie Clemenza detta Margherita di Mâcon, che, come ci conferma la Ex vita Margaritæ Albonensis comitissæ, era nipote di papa Callisto II, figlia di Stefano I di Mâcon, conte Palatino di Borgogna, e di Beatrice di Lorena; i parenti di Margherita o Clemenza (Macildam vel Clementiam filiam Stephani seu Sophini, Burgundiæ ducis), ci vengono confermati anche dal De Allobrogibus libri novem.
Ghigo IV d'Albon, secondo il documento n° 3067 del Regeste dauphinois, ou Répertoire chronologique et analytique des documents, tome I, fascicolo II, era il figlio maschio primogenito del conte d'Albon, Ghigo III e della moglie Regina detta Matilde (Regina nominate Maheldis), di ascendenze inglesi (Dominus Vuigo comes et uxor eius Regina quæ fuit de Anglia), come viene descritta dal documento n° 17 del Cartulare monasterii beatorum Petri et Pauli de Domina, forse figlia illegittima di Edgardo Atheling, ultimo discendente del Casato del Wessex, oppure di Eremburga di Mortain e del primo Conte di Sicilia, Ruggero I di Sicilia.

## Biografia
Suo padre, Ghigo IV, pose sotto assedio il castello di Montmélian ma venne sorpreso da un contrattacco del Savoia, rimanendo gravemente ferito nella battaglia: trasportato al castello de La Buissière, spirò tre giorni dopo tra le braccia della moglie; secondo gli Obituaires de la province de Sens. Tome 1,Partie 1, morì il 27 giugno.
 A Ghigo IV il delfino succedette il suo unico figlio maschio, anche lui di nome Ghigo, come Ghigo V. 
Alla morte del padre era troppo giovane per esercitare il suo titolo e rimase sotto la tutela della madre fino al 1153. Tuttavia, appena raggiunta l'età per maneggiare le armi, iniziò a saccheggiare i territori della contea di Savoia. Come undici anni prima, egli nel 1154 pose l'assedio alla città savoiarda di Montmélian, ma il suo esercito venne sconfitto da Umberto III di Savoia. Il vescovo di Grenoble intervenne mediando una pace onorevole per i due contendenti. Il 13 gennaio 1155 Ghigo riconobbe a Rivoli la sovranità dell'imperatore Federico Barbarossa, il quale in cambio confermò a Ghigo il possesso di territori che la sua casata aveva acquisito con la forza, gli cedette una miniera d'argento a Râme, nella zona di Embrun, e gli concesse il diritto di battere moneta a Cesana.
Sempre nel 1155, Ghigo V (Guigoni Dalphino Albonis comiti), ottenne conferma dei suoi diritti sul Viennese (contea d'Albon), da Berthold IV di Zähringen  duca di Zähringen e Rector Burgundiae amministratore imperiale del regno di Borgogna, per conto di Federico Barbarossa, come ci viene confermato dalla Histoire de Dauphiné.
Secondo il De Allobrogibus libri novem, in quel periodo, il dominio di Ghigo V, cominciò ad essere denominato Delfinato.
Sempre secondo il De Allobrogibus libri novem, Ghigo V morì a Vizille, nel 1162 e fu tumulato, accanto al padre, nella Cattedrale di Grenoble.
Ancora secondo il De Allobrogibus libri novem, Ghigo V morì, senza lasciare eredi maschi; secondo la Histoire générale du Dauphiné. vol. 1 / par Nicolas Chorier, invece, alla sua morte, Ghigo V lasciò anche un erede maschio, di nome Ghigo, che sopravvisse al padre solo pochi anni. Comunque alla morte di Ghigo V, la madre, Clemenza detta Margherita, assunse la reggenza, per l'unica figlia, Beatrice (oppure prima per il figlio maschio, Ghigo, e dopo la sua morte, per Beatrice).

## Matrimonio e discendenza
Nel 1155, sia secondo il De Allobrogibus libri novem, che secondo la Ex vita Margaritæ Albonensis comitissæ, Ghigo aveva sposato Beatrice consanguinea dell'imperatore Federico Barbarossa, che era figlia del Marchese del Monferrato, Guglielmo V; infine, secondo Nicolas Chorier, nel suo Histoire de Dauphiné era Beatrice del Monferrato (1142 – 1228), figlia di Guglielmo V e di Giuditta di Babenberg.
Ghigo da Beatrice ebbe una sola figlia: Beatrice, alla quale venne trasferito il titolo di Delfina, che trasmise al figlio, Andrea Ghigo, avuto dal secondo marito, Ugo III di Borgogna.

### Fonti primarie
- (LA)  De Allobrogibus libri novem.
- (LA)  Obituaires de la province de Sens. Tome 1,Partie 1.
- (LA)  Recueil des historiens des Gaules et de la France. Tome 14.
- (LA)  Cartulare monasterii beatorum Petri et Pauli de Domina.
- (LA)  Cartulaires de l'église Cathédrale de Grenoble dits Cartulaires de Saint-Hugues.
- (LA, FR)  Histoire générale du Dauphiné. vol. 1.
- (LA, FR)  Regeste dauphinois, ou Répertoire chronologique et analytique des documents, tome I, fascicolo II.

### Letteratura storiografica
- (FR)  Histoire generale de Dauphiné. Par Nicolas Chorier